# ميكائيل هوقلند
ميكائيل هوقلند هو موسيقي سويدي، ولد في 15 مايو 1962 في مورا في السويد.

## وصلات خارجية
- ميكائيل هوقلند على موقع IMDb (الإنجليزية)
- ميكائيل هوقلند على موقع أول ميوزيك (الإنجليزية)
- ميكائيل هوقلند على موقع ديسكوغز (الإنجليزية)